# Драпія
Драпія (італ. Drapia, сиц. Drapia) — муніципалітет в Італії, у регіоні Калабрія, провінція Вібо-Валентія.
Драпія розташована на відстані близько 470 км на південний схід від Рима, 65 км на південний захід від Катандзаро, 15 км на захід від Вібо-Валентії.
Населення — 2074 особи (2014).
Щорічний фестиваль відбувається 7 жовтня: San Sergio, patrono Drapia; 27 вересня: Brattirò; 16 липня: Carìa; 3 листопада: Gasponi. Покровитель — San Sergio.

## Демографія
Населення за роками:

Станом на 1 січня 2023 року в муніципалітеті офіційно проживало 136 іноземців з 28 країн, серед них 75 громадян країн Євросоюзу та 18 громадян України.

## Сусідні муніципалітети
- Паргелія
- Рикаді
- Спілінга
- Тропеа
- Цакканополі
- Цунгрі